# Alaskan Klee Kai
Alaskan Klee Kai é uma raça rara de cachorro spitz, que surgiu na década de 1970 para ser um cão de companhia parecido com o Husky porém de proporções bem menores. É energético, inteligente e com uma aparência que lembra seus ancestrais do norte.

## Origem da raça

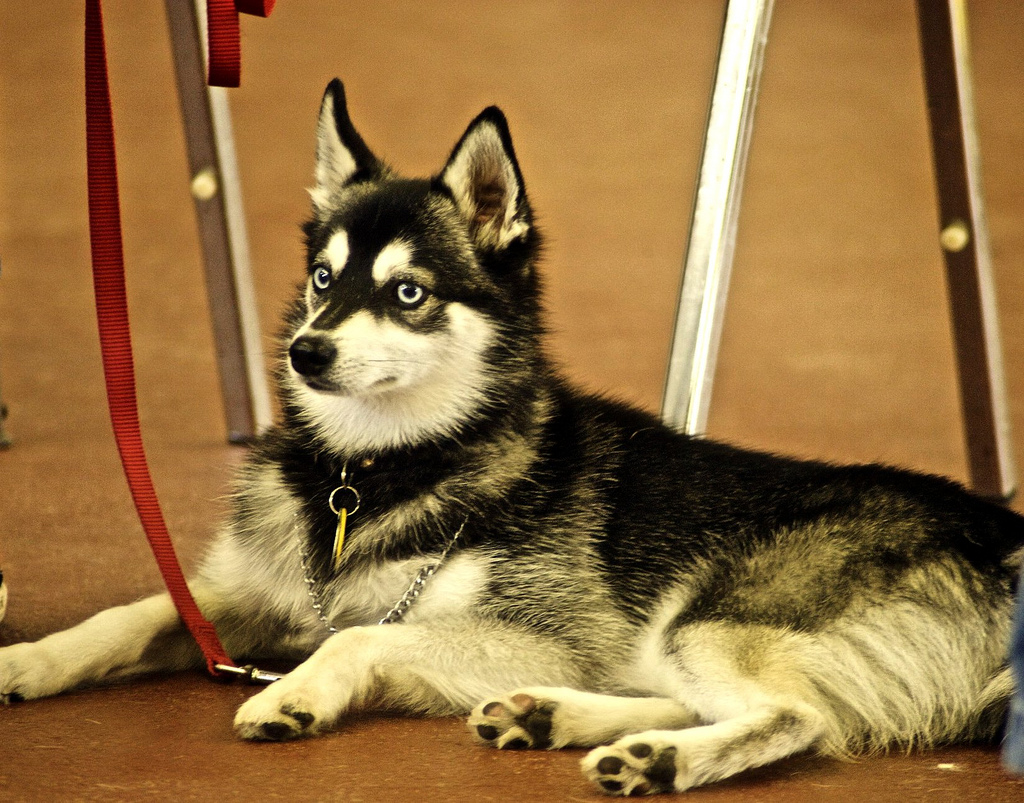
Um Klee Kai preto e branco.

A raça surgiu em Wasilla, no Alasca, entre 1970 e 1988 por Linda S. Spurlin e sua família, com o Schipperke e o Cão Esquimó Americano para diminuir o nanismo. Ela criou estes cães em particular e os apresentou para o público em 1988, originalmente chamado Klee Kai, a raça teve o nome mudado para Alaskan Klee Kai por razões políticas em 1995. A raça se tornou oficial em 2002 e foi oficialmente conhecida pela ARBA (American Rare Breed Association) em 1995 e pelo United Kennel Club (UKC) em 1 de Janeiro de 1997.

## Características

### Tamanho e peso
Pretende-se que o Klee Kai continue a ser um cão de pequeno e médio porte. A altura é medida de cernelha até o chão. Um Klee Kai não deve parecer pesado ou muito magro. O peso deve ser proporcional á altura.

### Pelo e coloração

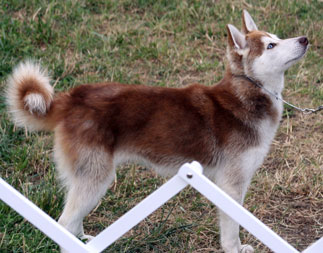
Um Klee Kai ruivo.

O Klee Kai tem três variedades de cores reconhecidas: preto e branco, cinza e branco e vermelho e branco (que pode parecer castanho escuro). Existem uma variedade totalmente branca, mas esta variedade de cor foi desqualificada pelo padrão da raça. Os da cor branco sólido foram reconhecidos pelo United Kennel Club e podem ser registrados, mas não tem valor competitivo.
Há também dois tipos de pelagem encontrados na raça. Estes consistem na variedade padrão e cor sólida. Ambos são reconhecidos pelo UKC e são igualmente aceitáveis pelo padrão de raça. A única exceção é que o comprimento do revestimento pode não ser tão longo quanto o contorno do cão, que é considerado uma falha da raça. O Klee Kai tem uma pelagem dupla, um subpêlo que é curto e macio e um revestimento exterior que é feito de pelos mais longos. Esta dupla camada permite que eles tenham proteção térmica do calor e frios extremos.
Como o Husky siberiano, o Klee Kai normalmente exige cuidados fáceis e são extremamente limpos. A maioria não gosta de pés molhados e provavelmente vão ficar o dia inteiro se limpando. O Klee Kai, como muitas raças do norte, não tem um "odor canino". Eles são bastante eficientes, portanto nenhuma preparação é necessária. Não é preciso raspar o pelo de um Klee Kai, a não ser por razões médicas. Eles precisam do pelo para regular a temperatura corporal e proteger a pele.
Também como o Husky siberiano, o Klee Kai solta o pelo duas vezes por ano.

## Comportamento

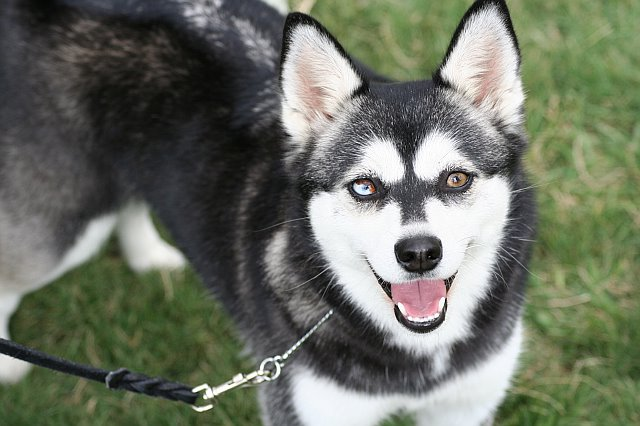

É um cão curioso, ativo, rápido e ágil, além de ser um ótimo cão de guarda pois é reservado e cauteloso com estranhos. Eles são moderadamente ativos e também são bons em caça. A menos que sejam criados com animais menores como coelhos, hamsters, gatos e pássaros, eles vão caçá-los.
Eles podem ser um ótimo animal de estimação da família desde que sejam cuidados corretamente. O Klee Kai não toleram ser maltratados e devem ser vigiados quando estão com crianças. Devido à sua inteligência, eles se dão bem em aulas de obediência e tem um alto índice de agradar seus donos. 

## Saúde
Anteriormente o Klee Kai parecia ser livre de defeitos genéticos, comparado com outras raças de cães pequenos. Atualmente, há uma preocupação crescente entre os veterinários que tem causado um aumento no percentual de filhotes que morrem de hidrocefalia.
Outros problema de saúde que a raça pode sofrer é pela causa da idade relativamente jovem da raça e o banco de genes pequeno.